# Placca da forno

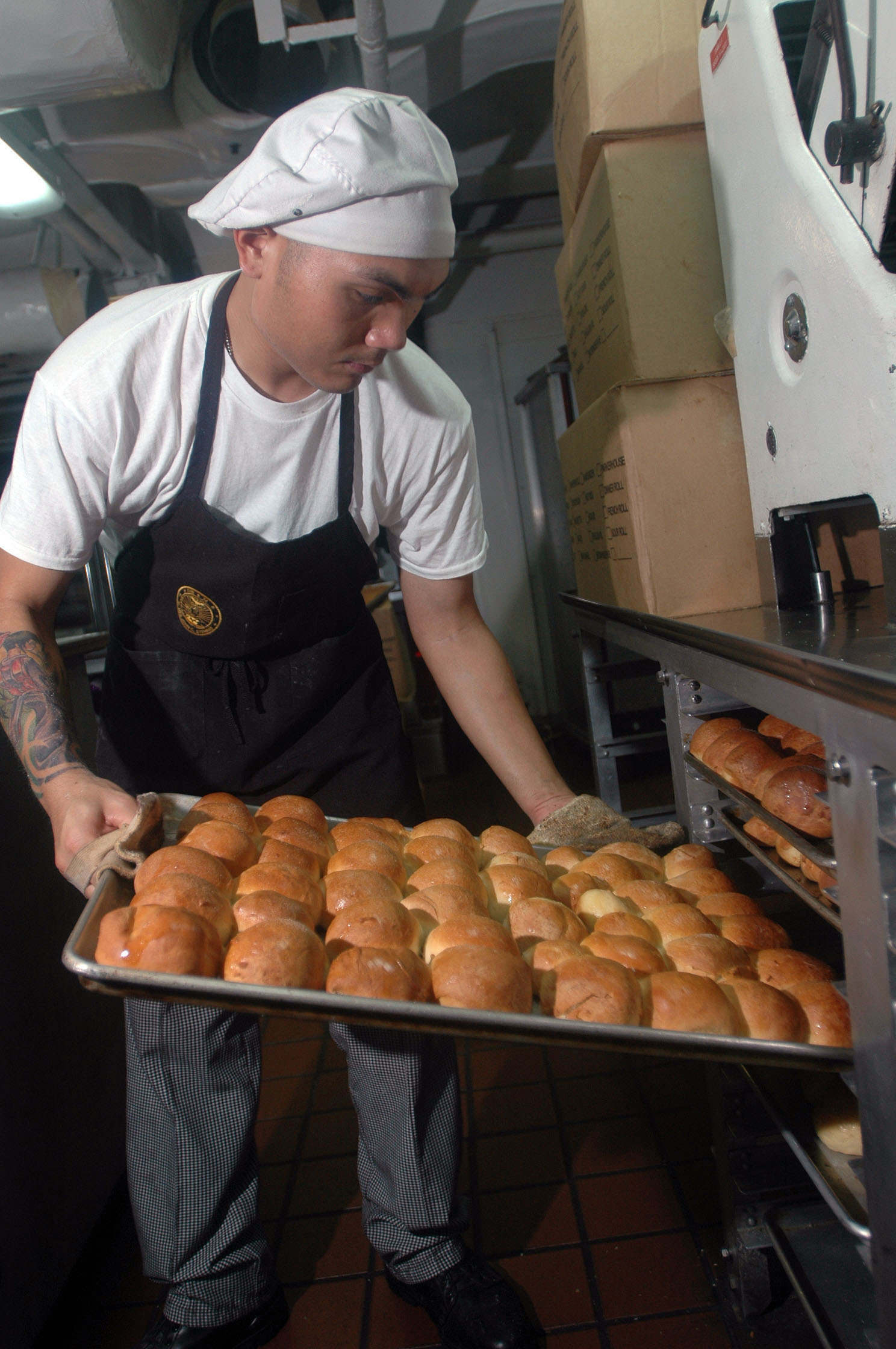
Panettiere che inforna una placca da forno

La placca da forno è una lastra di metallo, generalmente rettangolare con bordi rialzati, utilizzata in cucina per la cottura in forno degli alimenti. Solitamente ha i bordi laterali costruiti in modo che si infilino nelle fessure laterali della struttura reggi piastre del forno, in modo che si possa scegliere l'altezza opportuna per la cottura, o da appoggiare sulla gratella.
Ne esistono generalmente di due tipi:
- Placche di acciaio inossidabile, perfettamente lavabili e ottime per il contatto con tutti gli alimenti.
- Placche di ferro, smaltate generalmente di nero e utilizzate soprattutto in pasticceria per la loro resistenza alla deformazione anche alle alte temperature.[2]